# Аннелі Отт
Аннелі Отт (ест. Anneli Ott; нар. 2 травня 1976, Тарту, Естонська РСР, СРСР) — естонська державна та політична діячка, член Центристської партії Естонії, міністр культури Естонії з 26 січня до 3 листопада 2021 року, у минулому — міністр державного управління Естонії (2020—2021), член Рійгікогу XIII та XIV скликань (2016—2020), мер Виру (2009—2010).

## Біографія

### Походження та навчання
Аннелі Отт народилася 1976 року в місті Тарту Естонської РСР. Вона навчалася в середній школі Парксепа у Вирумаа, яку закінчила 1994 року. Здобула вищу освіту на факультеті фізичного виховання Талліннського університету 1999 року за спеціальністю «Рух і спортивні науки», а 2000 року отримала додаткову освіту за спеціальністю «педагогіка».
1993 року почала працювати тренеркою у Вируській школі за інтересами

### Політична діяльність
Політична кар'єра Аннелі Отт почалася в 2005 році, коли вона була обрана до волосної ради Ласва, як представниця Естонського народного союзу, на виборах до місцевих органів влади.
З 2 листопада 2005 року до 2009 року була членом Естонського народного союзу.
Аннелі працювала міським головою Виру в 2009—2010 роках. 9 серпня 2009 року Аннелі вступила до Соціал-демократичної партії Естонії, пробувши в ній до 25 квітня 2011 року. Цього ж дня вона перейшла до Центристської партії Естонії. Обрана головою партії у місті Вирумаа.
З 2010 до 2015 року була членом Вируського міського зібрання. З 2014 до 2015 року перебувала на посаді голови зборів. У 2011—2014 роках працювала в Таллінні заступником Старійшини району Нимме. Вона також обіймала посаду генерального директора Ради партнерства Вирумаа.
На виборах до Рійґікоґу 2015 року Отт балотувалася в лавах Центристської партії в повітах Виру, Валга і Пилва. Вона отримала 1119 голосів, не потрапивши до парламенту. Проте 19 листопада 2015 року Отт стала членом резервного складу 13-го скликання Рійґікоґу Прійт Тообал. Працювала на посаді заступника спецкомісії по боротьбі з корупцією.
На виборах 2019 року вона балотувалася в цьому ж виборчому окрузі: отримала 1474 голоси і була обрана членом парламенту. Як депутат очолювала комісію у справах Європейського Союзу та входила до складу Комітету національної оборони.
З 25 листопада 2020 року до 26 січня 2021 року була міністром державного управління Естонії у другому уряді Юрі Ратаса.
З 26 січня 2021 року Отт була міністром культури Естонії в уряді Каї Каллас. 2 листопада 2021 року подала у відставку через розбіжності з урядом щодо карантинних обмежень для закладів культури та компенсацій у зв'язку з цим.

### Партійна приналежність
З 2 листопада 2005 до 2009 рік Аннелі Отт належала до Естонського народного союзу. З 9 серпня 2009 року до 25 квітня 2011 року була членом Соціал-демократичної партії. Наприкінці квітня 2011 року перейшла до партії «Естонський центр». Обрана головою Центристської партії Вирумаа.

## Особисте життя
Батько Аннелі Яак Отт обирався міським головою міста Виру. Він та його дружина Гельве Отт (уроджена Тігассон) загинули у вересні 1994 року, коли пором «Естонія» затонув у Балтійському морі, коли вони прямували до шведського міста-побратима Ландскруни. Дядько Аннелі Оттс Юрі Отт працював у місцевому самоврядуванні Таллінна.
Анеллі Отт була одружена з 2000 до 2012 року та мала прізвище Війткін. Виховує сина та доньку.